# ZDFvision
ZDFvision désigne le bouquet de télévision numérique de la ZDF créé en août 1997. Il est diffusé partout en Allemagne par le câble, le satellite Astra ainsi que par IPTV. Il peut être reçu en DVB-T avec une antenne spéciale.
ZDFvision propose également un service de teletext amélioré (ZDFdigitext) ainsi que plusieurs applications pour la télévision interactive MHP.

## Liste des chaînes et de radios
Le bouquet ZDFvision est composé de huit chaînes de télévision et de trois radios. Certaines chaînes sont disponibles en Haute Définition depuis mai 2012.

### Télévision
ZDF
- ZDF
- ZDFinfo
- ZDFneo
- ZDFkultur

Chaînes de télévision disparues :
- ZDFdokukanal
- ZDFtheaterkanal

Télévision commune
- Arte
- Phoenix
- 3sat
- KiKA

### Radios
- Deutschlandfunk
- Deutschlandfunk Kultur
- Deutschlandfunk Nova

Toutes les radios sont diffusées en DAB+.